# Ljubav je svuda
Chansons représentant la Serbie au Concours Eurovision de la chanson
Nije ljubav stvar
(2012) Beauty Never Lies
(2015)
Ljubav je svuda (cyrillique : Љубав је свуда, en français : « L'amour est partout ») est une chanson du groupe féminin serbe Moje 3, composé de Mirna Radulović, Nevena Božović et Sara Jovanović, sortie en 2013. 
Elle a été composée et produite par Saša Milošević Mare et écrite par Marina Tucaković et est surtout connue pour être la chanson qui représente la Serbie au Concours Eurovision de la chanson 2013 qui a lieu à Malmö en Suède. La chanson passera en dernière position lors de la première demi-finale qui a lieu le 14 mai 2013 pour obtenir une place en finale qui a lieu le 18 mai.

## Promotion
La RTS annonce le 17 mars 2013 que Moje 3 va sortir d'autres versions de Ljubav je svuda pour permettre de promouvoir la chanson. Le 27 avril, huit nouvelles versions de Ljubav je svuda sortent, celles-ci incluent les versions officielles en serbe et en anglais, ainsi que les versions pop rock, ballade et karaoké de la chanson dans ces deux langues,. Les paroles de la version anglaise de la chanson, Love Is All Around Us, ont été écrites par Chanoa Chen et Dunja Vujadinović.
Le 13 avril 2013, Moje 3 interprète Ljubav je svuda lors de l'Eurovision In Concert à Amsterdam.

## Liste des pistes
Téléchargement
1. Ljubav je svuda – 3 min 06

Disque promotionnel Moje 3
1. Love Is All Around Us (Pop Rock Version) – 3 min 33
2. Love Is All Around Us (Ballad Version) – 3 min 48
3. Ljubav je svuda (Pop Rock Version) – 3 min 33
4. Ljubav je svuda (Instrumental) – 3 min 47
5. Love Is All Around Us – 3 min 06
6. Ljubav je svuda – 3 min 06
7. Love Is All Around Us (Karaoke Version) – 03 min 29
8. Ljubav je svuda (Karaoke Version) – 03 min 29

## Historique de sortie
| Pays   | Date        | Format         | Label   |
| ------ | ----------- | -------------- | ------- |
| Serbie | 2 mars 2013 | Téléchargement | PGP-RTS |